# Tubarão-da-barreira-de-coral
O tubarão-da-barreira-de-coral (Carcharhinus tilstoni), é uma espécie de tubarão recifal restrito da costa australiana, sendo considerado uma espécie endêmica. Como seu nome comum diz, é uma espécie nativa da Grande Barreira de Coral, mas podendo ser encontrado nos estados de Queensland e Território do Norte, com ocorrências nas regiões australianas de Ningaloo e Darwin. É uma espécie que tem o costume de formar grandes cardumes durante a época de reprodução, as fêmeas possuem um período de gestação de 10 meses.